# 칠레의 범죄

라틴 아메리카의 범죄율이 엄청나게 높은 데에는 수많은 요인이 작용했다. 폭력에 영향을 미친 두 가지 중요한 요인은 높은 빈곤율과 지속적으로 많은 마약 밀매량이다. 칠레의 상대적으로 낮은 빈곤율과 적은 양의 마약 압수량을 참고하라. 자료: UNODC, 2012.

칠레의 범죄는 칠레 수사 경찰에 의해 조사된다. 그러나 대부분의 라틴 아메리카와는 달리 칠레의 범죄 활동은 낮으며, 칠레는 이 지역에서 가장 안정적이고 안전한 국가 중 하나이다. 다양한 분석가와 정치인들은 2020년대에 칠레의 범죄가 라틴 아메리카의 다른 지역과 유사한 수준으로 증가하고 있다는 데 동의한다. 증가하는 살인율과 마약밀매는 일부에서는 불법체류의 탓으로 돌리지만, 다른 일부는 범죄 증가를 더 일반적으로 세계화 증가의 결과로 본다.

## 범죄 유형별

### 살인
2012년 칠레의 살인율은 인구 10만 명당 3.1명이었다. 2012년 칠레에서는 총 550건의 살인이 발생했다.
2017년 유엔 마약 범죄 사무소는 인구 10만 명당 고의적 살인율이 4.3명이라고 보고했다.

### 부패
2006년 현재, 칠레 정부의 정치적 부정부패에 대한 개별적인 보고가 있었다. 국제투명성기구의 연간 부패 인식 지수는 칠레 국민이 이 나라를 부패로부터 비교적 자유롭다고 인식했음을 기록했다.

### 가정 폭력
여성에 대한 폭력은 1994년까지 칠레 사회의 모든 계층에서 만연했다. 1990년대 초반에는 가정 폭력이 칠레 여성의 약 50%에 영향을 미친다고 보고되었다. 1994년에 통과된 가족 내 폭력법은 가정 내 폭력을 다루기 위한 첫 번째 정치적 조치였지만, 양측의 동의 없이는 법이 통과되지 않았기 때문에 피해자 보호와 학대자 처벌에 대한 법은 미약했다. 이 법은 나중에 2005년에 개정되었다. 2019년, 칠레에서 진행 중인 가톨릭 성학대 위기 속에서, 아동 성학대범에 대한 공소시효를 폐지하는 비소급 입법이 통과되었다.

### 광석 절도
칠레에서는 광산에서 광석 절도가 여러 규모로 발생했다. 구리 음극 절도는 열차 운송 중과 광업 회사 내부에서 모두 발생했다. 구리 음극과 금 정광 절도는 2010년대 중반부터 강도를 통해 점차 증가하고 있다. 칠레의 불법 채굴은 대부분 탐사 지역이나 폐광에서 소규모 광석 절도와 동일하게 간주된다.
체계적인 대규모 절도 사례는 2011년부터 2014년 사이에 발생했으며, 약 1,040만 달러(2016년 기준) 상당의 구리 정광이 운송 중 하역되어 광미와 콘크리트 잔해로 대체되었다. 광석 정광은 에스콘디다 광산에서 시작되었으며 미네라 에스콘디다와 코델코 간의 합의에 따라 포트레리요스 구리 제련소로 향할 예정이었다. Confinor, Minex 및 ENAMI 회사는 사라진 광석과 관련된 장물죄로 조사를 받았다.

## 역사적 범죄

### 산적 행위 및 해적 행위
19세기와 20세기 초에는 산적 행위가 아라우카니아와 칠레 중부에 널리 퍼져 있었다.